# たましいの授業
『たましいの授業』（たましいのじゅぎょう）は、TBS系列で放送されているドキュメント番組・特別番組である。

## 概要
芸能人が特別講師となり、全国各地の生徒たちに特別授業を行い、メッセージを伝える。
進行の西尾由佳理は、日本テレビを退社し、フリーになってから初の他局出演番組となった。

## 出演者
MC
- 草彅剛

進行
- 西尾由佳理

特別講師（第1弾）
- 青木隆治
- 大島美幸
- ベッキー
- 東国原英夫

特別講師（第2弾）
- 秋川雅史
- 安藤美姫
- 川越達也
- 小森純
- 福田彩乃
- WORLD ORDER

スタジオゲスト（第1弾）
- えなりかずき
- 髙田万由子
- 東国原英夫
- ベッキー
- 堀ちえみ
- 薬丸裕英

スタジオゲスト（第2弾）
- 安達祐実
- 岡田圭右（ますだおかだ）
- 東尾理子
- 福田彩乃
- 宮崎美子
- 薬丸裕英

ナレーション

## ネット局・放送時間

### 第1弾
| 放送対象地域   | 放送局                    | 系列    | 放送日時                    | 遅れ       |
| -------------- | ------------------------- | ------- | --------------------------- | ---------- |
| 関東広域圏     | TBSテレビ（TBS）          | TBS系列 | 2011年10月7日 21:00 - 22:54 | 制作局     |
| 北海道         | 北海道放送（HBC）         | TBS系列 | 2011年10月7日 21:00 - 22:54 | 同時ネット |
| 青森県         | 青森テレビ（ATV）         | TBS系列 | 2011年10月7日 21:00 - 22:54 | 同時ネット |
| 岩手県         | IBC岩手放送（IBC）        | TBS系列 | 2011年10月7日 21:00 - 22:54 | 同時ネット |
| 宮城県         | 東北放送（TBC）           | TBS系列 | 2011年10月7日 21:00 - 22:54 | 同時ネット |
| 山形県         | テレビユー山形（TUY）     | TBS系列 | 2011年10月7日 21:00 - 22:54 | 同時ネット |
| 福島県         | テレビユー福島（TUF）     | TBS系列 | 2011年10月7日 21:00 - 22:54 | 同時ネット |
| 山梨県         | テレビ山梨（UTY）         | TBS系列 | 2011年10月7日 21:00 - 22:54 | 同時ネット |
| 新潟県         | 新潟放送（BSN）           | TBS系列 | 2011年10月7日 21:00 - 22:54 | 同時ネット |
| 長野県         | 信越放送（SBC）           | TBS系列 | 2011年10月7日 21:00 - 22:54 | 同時ネット |
| 静岡県         | 静岡放送（SBS）           | TBS系列 | 2011年10月7日 21:00 - 22:54 | 同時ネット |
| 富山県         | チューリップテレビ（TUT） | TBS系列 | 2011年10月7日 21:00 - 22:54 | 同時ネット |
| 石川県         | 北陸放送（MRO）           | TBS系列 | 2011年10月7日 21:00 - 22:54 | 同時ネット |
| 中京広域圏     | 中部日本放送（CBC）       | TBS系列 | 2011年10月7日 21:00 - 22:54 | 同時ネット |
| 近畿広域圏     | 毎日放送（MBS）           | TBS系列 | 2011年10月7日 21:00 - 22:54 | 同時ネット |
| 鳥取県・島根県 | 山陰放送（BSS）           | TBS系列 | 2011年10月7日 21:00 - 22:54 | 同時ネット |
| 岡山県・香川県 | 山陽放送（RSK）           | TBS系列 | 2011年10月7日 21:00 - 22:54 | 同時ネット |
| 広島県         | 中国放送（RCC）           | TBS系列 | 2011年10月7日 21:00 - 22:54 | 同時ネット |
| 山口県         | テレビ山口（tys）         | TBS系列 | 2011年10月7日 21:00 - 22:54 | 同時ネット |
| 愛媛県         | あいテレビ（ITV）         | TBS系列 | 2011年10月7日 21:00 - 22:54 | 同時ネット |
| 高知県         | テレビ高知（KUTV）        | TBS系列 | 2011年10月7日 21:00 - 22:54 | 同時ネット |
| 福岡県         | RKB毎日放送（RKB）        | TBS系列 | 2011年10月7日 21:00 - 22:54 | 同時ネット |
| 長崎県         | 長崎放送（NBC）           | TBS系列 | 2011年10月7日 21:00 - 22:54 | 同時ネット |
| 熊本県         | 熊本放送（RKK）           | TBS系列 | 2011年10月7日 21:00 - 22:54 | 同時ネット |
| 大分県         | 大分放送（OBS）           | TBS系列 | 2011年10月7日 21:00 - 22:54 | 同時ネット |
| 宮崎県         | 宮崎放送（MRT）           | TBS系列 | 2011年10月7日 21:00 - 22:54 | 同時ネット |
| 鹿児島県       | 南日本放送（MBC）         | TBS系列 | 2011年10月7日 21:00 - 22:54 | 同時ネット |
| 沖縄県         | 琉球放送（RBC）           | TBS系列 | 2011年10月7日 21:00 - 22:54 | 同時ネット |

### 第2弾
| 放送対象地域   | 放送局                    | 系列    | 放送日時                    | 遅れ       |
| -------------- | ------------------------- | ------- | --------------------------- | ---------- |
| 関東広域圏     | TBSテレビ（TBS）          | TBS系列 | 2012年7月13日 21:00 - 22:48 | 制作局     |
| 北海道         | 北海道放送（HBC）         | TBS系列 | 2012年7月13日 21:00 - 22:48 | 同時ネット |
| 青森県         | 青森テレビ（ATV）         | TBS系列 | 2012年7月13日 21:00 - 22:48 | 同時ネット |
| 岩手県         | IBC岩手放送（IBC）        | TBS系列 | 2012年7月13日 21:00 - 22:48 | 同時ネット |
| 宮城県         | 東北放送（TBC）           | TBS系列 | 2012年7月13日 21:00 - 22:48 | 同時ネット |
| 山形県         | テレビユー山形（TUY）     | TBS系列 | 2012年7月13日 21:00 - 22:48 | 同時ネット |
| 福島県         | テレビユー福島（TUF）     | TBS系列 | 2012年7月13日 21:00 - 22:48 | 同時ネット |
| 山梨県         | テレビ山梨（UTY）         | TBS系列 | 2012年7月13日 21:00 - 22:48 | 同時ネット |
| 新潟県         | 新潟放送（BSN）           | TBS系列 | 2012年7月13日 21:00 - 22:48 | 同時ネット |
| 長野県         | 信越放送（SBC）           | TBS系列 | 2012年7月13日 21:00 - 22:48 | 同時ネット |
| 静岡県         | 静岡放送（SBS）           | TBS系列 | 2012年7月13日 21:00 - 22:48 | 同時ネット |
| 富山県         | チューリップテレビ（TUT） | TBS系列 | 2012年7月13日 21:00 - 22:48 | 同時ネット |
| 石川県         | 北陸放送（MRO）           | TBS系列 | 2012年7月13日 21:00 - 22:48 | 同時ネット |
| 中京広域圏     | 中部日本放送（CBC）       | TBS系列 | 2012年7月13日 21:00 - 22:48 | 同時ネット |
| 近畿広域圏     | 毎日放送（MBS）           | TBS系列 | 2012年7月13日 21:00 - 22:48 | 同時ネット |
| 鳥取県・島根県 | 山陰放送（BSS）           | TBS系列 | 2012年7月13日 21:00 - 22:48 | 同時ネット |
| 岡山県・香川県 | 山陽放送（RSK）           | TBS系列 | 2012年7月13日 21:00 - 22:48 | 同時ネット |
| 広島県         | 中国放送（RCC）           | TBS系列 | 2012年7月13日 21:00 - 22:48 | 同時ネット |
| 山口県         | テレビ山口（tys）         | TBS系列 | 2012年7月13日 21:00 - 22:48 | 同時ネット |
| 愛媛県         | あいテレビ（ITV）         | TBS系列 | 2012年7月13日 21:00 - 22:48 | 同時ネット |
| 高知県         | テレビ高知（KUTV）        | TBS系列 | 2012年7月13日 21:00 - 22:48 | 同時ネット |
| 福岡県         | RKB毎日放送（RKB）        | TBS系列 | 2012年7月13日 21:00 - 22:48 | 同時ネット |
| 長崎県         | 長崎放送（NBC）           | TBS系列 | 2012年7月13日 21:00 - 22:48 | 同時ネット |
| 熊本県         | 熊本放送（RKK）           | TBS系列 | 2012年7月13日 21:00 - 22:48 | 同時ネット |
| 大分県         | 大分放送（OBS）           | TBS系列 | 2012年7月13日 21:00 - 22:48 | 同時ネット |
| 宮崎県         | 宮崎放送（MRT）           | TBS系列 | 2012年7月13日 21:00 - 22:48 | 同時ネット |
| 鹿児島県       | 南日本放送（MBC）         | TBS系列 | 2012年7月13日 21:00 - 22:48 | 同時ネット |
| 沖縄県         | 琉球放送（RBC）           | TBS系列 | 2012年7月13日 21:00 - 22:48 | 同時ネット |

## スタッフ
- チーフディレクター：住田崇
- プロデューサー：帯純也、高宮望、壁谷政彦
- 製作著作：TBS